# ラブホリック (P丸様。のアルバム)
『ラブホリック』は、P丸様。の2ndフルアルバム。2022年9月28日発売。ナナホシ管弦楽団、神聖かまってちゃん、HoneyWorks、TeddyLoid、真島ゆろ、ピノキオピー、コレサワ、Junky、Chinozo、いよわなどが楽曲を提供している。発売元はSTPR Records。

## 概要
前作『Sunny!!』から約1年半ぶりのアルバムリリースとなる。
ウェブメディアのSPICEは、アルバムについて「“ホリック”な1枚となっている」と紹介している。
規格品版は以下の通り。
- 完全生産限定アクリルスタンド盤：STPR-9029/30
  - アクリルスタンド付き。
- 通常盤：STPR-1015

## 収録曲
| #         | タイトル                             | 作詞             | 作曲               | 編曲             | 時間  |
| --------- | ------------------------------------ | ---------------- | ------------------ | ---------------- | ----- |
| 1.        | 「ときめきちゅるぴかきゅるるらった」 | TeddyLoid        | TeddyLoid          | TeddyLoid        | 2:38  |
| 2.        | 「恋愛耐性値」                       | Junky            | Junky              | Junky            | 3:32  |
| 3.        | 「ときめきブローカー」               | ナナホシ管弦楽団 | 岩見 陸            | ナナホシ管弦楽団 | 3:25  |
| 4.        | 「ヒミツ警察」                       | ナナホシ管弦楽団 | 岩見 陸            | ナナホシ管弦楽団 | 2:45  |
| 5.        | 「さよなら」                         | umbrella         | KOUTAPAI           | 高島鉄平         | 3:52  |
| 6.        | 「Sunny」                            | Yoko*            | やきにくたべこ     | やきにくたべこ   | 3:22  |
| 7.        | 「ラブホリック」                     | 谷口尚久         | 鈴木エレカ、めんま | めんま           | 4:23  |
| 8.        | 「乙女はサイコパス」                 | コレサワ         | コレサワ           | ポップしなないで | 4:06  |
| 9.        | 「恋愛偏差値上昇中！」               | HoneyWorks       | HoneyWorks         | HoneyWorks       | 3:23  |
| 10.       | 「スーパーレア」                     | いよわ           | いよわ             | いよわ           | 3:27  |
| 11.       | 「ないばいたりてぃ」                 | 真島ゆろ         | 真島ゆろ           | 真島ゆろ         | 3:33  |
| 12.       | 「MOTTAI」                           | 真島ゆろ         | 真島ゆろ           | 真島ゆろ         | 2:41  |
| 13.       | 「シャットダウン！」                 | Chinozo          | Chinozo            | Chinozo          | 2:38  |
| 14.       | 「ちきゅう大爆発」                   | ピノキオピー     | ピノキオピー       | ピノキオピー     | 3:15  |
| 15.       | 「あたしのクマ」                     | の子             | の子               | 石倉誉之 & の子  | 4:49  |
| 合計時間: | 合計時間:                            | 合計時間:        | 合計時間:          | 合計時間:        | 51:49 |

## カバー
乙女はサイコパス
- Poppin'Party［戸山香澄（愛美）］×P丸様。 - 『BanG Dream!』プロジェクトのリアルバンドが、カバー楽曲のオリジナルアーティストと共演する「エクストラ楽曲」として、2022年12月31日にゲーム『バンドリ! ガールズバンドパーティ!』に追加収録[3]。